# سندريلا (فلم 1955)
سندريلا (بالألمانية: Aschenputtel) هو فيلم عائلي من ألمانيا الغربية من إنتاج عام 1955 من إخراج فريتز غينشو وبطولة ريتا ماريا نووتني ورينيه ستوبراوا وفيرنر ستوك.

## روابط خارجية
- سندريلا  في قاعدة بيانات الأفلام على الإنترنت (بالإنجليزية)